# Глава Ингушетии
Глава Республики Ингушетия (ингуш. Гӏалгӏай Республика Мехкда) — высшее должностное лицо Республики Ингушетия.
Глава Республики Ингушетия является гарантом Конституции Республики Ингушетия, принимает необходимые меры по защите прав и свобод человека и гражданина, охране безопасности и территориальной целостности Республики Ингушетия, обеспечивает согласованное функционирование и взаимодействие органов государственной власти и органов местного самоуправления. Он представляет Республику Ингушетия в отношениях с федеральными органами государственной власти, органами государственной власти субъектов Российской Федерации, органами местного самоуправления, подписывает от имени Республики Ингушетия договоры и соглашения.
Срок полномочий — 5 лет. Избирается тайным голосованием депутатами Народного собрания Республики Ингушетия, из числа трёх кандидатов, представленных президентом РФ.

## История
4 июня 1992 года Верховным Советом России был принят Закон № 2927-1 «Об образовании Ингушской Республики в составе Российской Федерации». В тот же день Постановлением № 2928-1 Верховный Совет решил внести на утверждение Съезда народных депутатов Российской Федерации вопрос об образовании Ингушской Республики и рекомендовал президенту Российской Федерации до образования органов управления Ингушской Республики рассмотреть и решить вопрос о порядке управления в ней, назначив главу временной администрации Ингушетии. 10 декабря 1992 года Съезд народных депутатов России утвердил образование Ингушской Республики и внес соответствующую поправку в Конституцию Российской Федерации — России (РСФСР) 1978 года, Чечено-Ингушетия официально была разделена на Ингушскую Республику и Чеченскую Республику. Этот закон был опубликован 29 декабря 1992 года в «Российской газете» и вступил в силу 9 января 1993 года по истечении 10 дней со дня официального опубликования.
2 ноября 1992 года Указом президента РФ на территории будущей Ингушской Республики было введено чрезвычайное положение и в качестве особой формы управления создана Временная администрация. 11 ноября 1992 года Указом президента РФ за № 1346 утверждается Положение о Временной администрации. С этого времени на период действия чрезвычайного положения и в условиях отсутствия в Ингушской Республике конституционных органов власти и управления, фактическое руководство и управление на её территория осуществляла Временная администрация, в лице её главы и иных уполномоченных должностных лиц.

### Президент Ингушетии
28 февраля 1993 года проведены выборы президента Ингушской Республики, на которых ингушским народом был выдвинут только один кандидат — генерал-майор Руслан Султанович Аушев. Получив в ходе голосования поддержку 99,94 процента голосов избирателей, Руслан Аушев стал первым президентом Ингушетии. 7 марта 1993 года в Доме культуры города Назрань состоялась инаугурация первого президента Ингушетии, на которой Руслан Аушев принёс присягу ингушскому народу. 27 февраля 1994 года вместе с принятием Конституции Ингушетии, учреждения и выборов Народного собрания Ингушской Республики, состоялось повторное единодушное избрание Руслана Аушева президентом Ингушетии.
1 марта 1998 года прошли очередные выборы президента Республики Ингушетия. На пост претендовали девять кандидатов. Президентом Ингушетии вновь был избран Руслан Аушев, получивший 66,51 процента голосов избирателей. В выборах приняли участие 64,4 процента избирателей. 29 декабря 2001 года Руслан Аушев заявил о досрочной отставке.
7 апреля 2002 года состоялись досрочные выборы президента Республики Ингушетия. На этот пост претендовали восемь кандидатов. В выборах приняли участие 68 процентов избирателей. Ни один из кандидатов не набрал более 50 процентов голосов. 28 апреля 2002 года во втором туре президентом Ингушетии был избран Мурат Зязиков, набравший 53,15 процента голосов. В выборах приняли участие 65,5 процента избирателей.
В 2004 году по инициативе президента России избрание высших должностных лиц во всех субъектах Российской Федерации было изменено на назначение законодательными органами по представлению президента России. Конституционный суд в 2005 году подтвердил конституционность назначения глав субъектов Российской Федерации, фактически пересмотрев свою правовую позицию 10-летней давности.
15 июня 2005 года Народное собрание Республики Ингушетия по представлению президента России В. В. Путина наделило Мурата Зязикова полномочиями президента Республики Ингушетия ещё на 5 лет (за проголосовало 30 депутатов, один высказался против).
30 октября 2008 года Указом президента России Дмитрия Медведева Мурат Зязиков досрочно отстранён от занимаемой должности. Временно исполняющим обязанности президента Республики Ингушетия на период до вступления в должность лица, наделённого полномочиями президента Республики Ингушетия, назначен Евкуров Юнус-Бек Баматгиреевич. На следующий день Народное собрание Ингушетии наделило Юнус-Бека Евкурова полномочиями президента республики сроком на 5 лет. За кандидатуру Евкурова проголосовали 16 из 18 депутатов, присутствовавших на заседании, 1 высказался против, 1 бюллетень был признан недействительным.

### Глава Ингушетии
С 1 января 2011 года название высшего должностного лица Ингушетии изменено с «президент Республики Ингушетия» на «глава Республики Ингушетия».
1 июня 2012 года вступил в силу федеральный закон, предусматривающий возвращение прямых выборов глав регионов. Согласно указанному закону первые выборы высших должностных лиц должны были состояться 14 октября 2012 года в тех субъектах Российской Федерации, где срок истечения полномочий действующих высших должностных лиц истекает с 1 июня по 31 декабря 2012 года. Позже принят закон о едином дне голосования, согласно которому выборы в России будут проводиться один раз в году — во второе воскресенье сентября.
2 апреля 2013 года, за пять месяцев до ожидавшихся выборов, президент России Владимир Путин подписал закон, согласно которому субъектам РФ предоставлялось право самостоятельно определять процедуру избрания высшего должностного лица. Регионы могли выбрать между всенародным голосованием на выборах губернатора (главу) или парламентским голосованием по кандидатурам, отобранным президентом России. Ингушетия стала вторым субъектом РФ, после Дагестана, который заменил прямые выборы на голосование в парламенте. 7 мая 2013 года депутаты Народного собрания Ингушетии проголосовали за отмену прямых всенародных выборов главы республики. За законопроект о внесении соответствующих поправок в Конституцию республики проголосовали 23 депутата Народного собрания Ингушетии, один депутат высказался против (всего в парламенте 27 депутатов).
4 июля 2013 года Юнус-Бек Евкуров подал в отставку со своего поста. Президент России Владимир Путин удовлетворил прошение Евкурова об отставке и тут же назначил его исполняющим обязанности главы республики до вступления в должность лица, избранного главой Республики Ингушетия.
8 сентября 2013 года Народное собрание путём тайного голосования ещё на 5 лет избрало Юнус-Бека Евкурова главой Республики Ингушетия.

## Вступление в должность
Глава Республики Ингушетия вступает в должность не позднее 14 дней после избрания с момента принесения им присяги и прекращает исполнение полномочий с истечением срока его пребывания в должности с момента принесения присяги вновь избранным главой Республики Ингушетия. Текст присяги:
Я, (имя избранного), вступая в должность главы Республики Ингушетия, обязуюсь соблюдать и защищать Конституцию Республики Ингушетия, добросовестно исполнять возложенные на меня народом Ингушетии обязанности, уважать и защищать права и свободы человека и гражданина, безопасность и территориальную целостность Республики Ингушетия.
Присяга приносится на заседании Народного собрания Республики Ингушетия. Затем исполняются поочередно Государственный гимн РФ и Государственный гимн Республики Ингушетия

## Прекращение полномочий
В случаях, когда глава Ингушетии временно (в связи с болезнью или отпуском) не может исполнять свои обязанности, их исполняет председатель правительства Республики Ингушетия. В отдельных случаях президент Российской Федерации вправе назначить временно исполняющего обязанности Главы Республики.
Глава Республики Ингушетия вправе подать в отставку по собственному желанию. В случае досрочной отставки, временного отстранения или истечения срока полномочий (на период до вступления в должность вновь избранного главы) должность замещает временно исполняющий обязанности, назначаемый президентом Российской Федерации.

## Полномочия
Глава Республики Ингушетия:
- подписывает и обнародует либо отклоняет республиканские законы;
- издает указы и распоряжения, которые обязательны для исполнения на территории Республики Ингушетия;
- руководит осуществлением международных и внешнеэкономических связей Республики Ингушетия, ведет переговоры и подписывает договоры и соглашения от имени Республики Ингушетия;
- определяет структуру исполнительных органов государственной власти Республики Ингушетия;
- формирует Правительство Республики Ингушетия в соответствии с законодательством Республики Ингушетия и принимает решение об отставке Правительства Республики Ингушетия;
- назначает и отзывает полномочных представителей Республики Ингушетия при федеральных органах государственной власти и в субъектах Российской Федерации;
- формирует и руководит Советом безопасности Республики Ингушетия, принимает меры по обеспечению общественной безопасности и правопорядка;
- представляет Народному собранию Республики Ингушетия кандидатуры для назначения на должности председателя, заместителя председателя и судей Конституционного Суда Республики Ингушетия;
- решает в соответствии с законодательством вопросы кадрового обеспечения правоохранительных и судебных органов;
- назначает с согласия Народного собрания председателя Правительства Республики Ингушетия и освобождает его от должности, принимает либо отклоняет отставку Правительства Республики Ингушетия;
- формирует и руководит деятельностью Администрации главы Республики Ингушетия;
- назначает и освобождает от должности руководителей органов исполнительной власти Республики Ингушетия;
- согласовывает кандидатуру на должность прокурора Республики Ингушетия;
- обладает правом законодательной инициативы в Народном Собрании, вправе участвовать в работе Народного Собрания и вносить для рассмотрения в первоочередном порядке любой вопрос, входящий в его компетенцию, требовать созыва внеочередного заседания Народного собрания Республики Ингушетия, а также созывать вновь избранное Народное собрание на первое заседание ранее установленного для этого срока;
- обращается с ежегодными посланиями к Народному собранию Республики Ингушетия о положении в республике, об основных направлениях её развития;
- представляет Народному собранию Республики Ингушетия проект республиканского бюджета и отчёт о его исполнении, проекты программ социально-экономического развития Республики Ингушетия;
- представляет в Народное собрание Республики Ингушетия ежегодные отчёты о результатах деятельности Правительства Республики Ингушетия, в том числе по вопросам, поставленным Народным собранием Республики Ингушетия;
- отменяет акты Правительства Республики Ингушетия, иных органов исполнительной власти Республики Ингушетия в случае их противоречия Конституции Российской Федерации, федеральным законам, нормативным правовым актам федеральных органов государственной власти, Конституции и законам Республики Ингушетия, актам главы Республики Ингушетия;
- назначает половину членов Избирательной комиссии Республики Ингушетия;
- награждает государственными наградами Республики Ингушетия, вносит представления о награждении государственными наградами Российской Федерации, присвоении почётных и специальных званий Российской Федерации;
- представляет кандидатуры для назначения на должности руководителей государственных органов и учреждений, назначение которых находится в совместном ведении Российской Федерации и субъектов Российской Федерации;
- устанавливает республиканские памятные и праздничные дни;
- осуществляет иные полномочия, предусмотренные федеральными законами, Конституцией и законами Республики Ингушетия.

## Список глав Ингушетии
В ноябре 1992 года на период формирования органов государственной власти Ингушетии федеральный центр учредил в республике Временную администрацию. В ноябре 1992 года её главой был назначен генерал-майор Руслан Аушев. 19 декабря 1992 года он подал в отставку, мотивируя это тем, что федеральными властями не принимаются меры по политическому разрешению конфликта в республике. 9 января 1993 года главой Временной администрации республики был назначен генерал-майор Магомед Султыгов. Он занимал должность до марта 1993 года, когда в должность президента Ингушетии вступил, избранный 28 февраля 1993 года на первых выборах президента Ингушетии на безальтернативной основе. Аушев получил 99,94 % голосов избирателей — максимальный показатель за всю историю выборов глав субъектов Федерации. 7 марта 1993 года состоялась церемония инаугурации.
| № | Руководитель         | Партийность (в период нахождения в должности)                                    | Основание вступления в должность | Срок полномочий    | Срок полномочий            | Прекращение полномочий                                                                   |
| - | -------------------- | -------------------------------------------------------------------------------- | --- | ------------------ | -------------------------- | ---------------------------------------------------------------------------------------- |
| 1 | Руслан Аушев         |                                                                                  | избран на безальтернативных выборах 28 февраля 1993 года, получил 99,94 % голосов                                                                                | 7 марта 1993       |                            | досрочные выборы, назначенные в связи с принятием новой Конституции Республики Ингушетия |
| 1 | Руслан Аушев         | избран на безальтернативных выборах 27 февраля 1994 года, получил 94,2 % голосов | | март 1998          |                            |                                                                                          |
| 1 | Руслан Аушев         | избран на выборах 1 марта 1998 года, получил 66,5 % голосов                      | | 28 декабря 2001    | досрочно сложил полномочия |                                                                                          |
| 2 | Мурат Зязиков        | беспартийный                                                                     | избран на выборах 28 апреля 2002 года, во втором туре получил 53,13 % голосов                                                                                    | 23 мая 2002        | 15 июня 2005               | истечение срока полномочий                                                               |
| 2 | Мурат Зязиков        | беспартийный                                                                     | наделён полномочиями Народным собранием Ингушетии на 5 лет (по представлению полпред президента РФ В. В. Путина в Южном федеральном округе Д. Н. Козака)         | 15 июня 2005       | 30 октября 2008            | досрочная отставка                                                                       |
| 3 | Юнус-Бек Евкуров     | Единая Россия                                                                    | назначен президентом РФ Д. А. Медведевым временно исполняющим обязанности президента Ингушетии, затем наделён полномочиями Народным собранием Ингушетии на 5 лет | 30—31 октября 2008 | 5 июля 2013                | досрочная отставка                                                                       |
| 3 | Юнус-Бек Евкуров     | Единая Россия                                                                    | назначен президентом РФ В. В. Путиным временно исполняющим обязанности президента Ингушетии                                                                      | 5 июля 2013        | 8 сентября 2013            |                                                                                          |
| 3 | Юнус-Бек Евкуров     | Единая Россия                                                                    | наделён полномочиями Народным собранием Ингушетии на 5 лет | 8 сентября 2013    | 26 июня 2019               | досрочно сложил полномочия                                                               |
| 4 | Махмуд-Али Калиматов | Единая Россия                                                                    | назначен президентом РФ В. В. Путиным временно исполняющим обязанности главы Ингушетии                                                                           | 26 июня 2019       | 8 сентября 2019            |                                                                                          |
| 4 | Махмуд-Али Калиматов | Единая Россия                                                                    | наделён полномочиями Народным собранием Ингушетии на 5 лет | 8 сентября 2019    |                            |                                                                                          |

## Интересный факт
- На сегодняшний день ни один глава региона не был уроженцем республики — Аушев и Калиматов родились в Казахстане, Зязиков в Киргизии, Евкуров — в Северной Осетии.